# Ландейра (Португалия)
Ландейра (порт.  Landeira) — фрегезия (район) в муниципалитете Вендаш-Новаш округа Эвора в Португалии. Территория — 69,64 км². Население — 767 жителей. Плотность населения — 11,0 чел/км².